# Carretto (Cairo Montenotte)
Carretto (Carèt in piemontese, pronuncia locale [kaˈræt]) è una frazione di 60 abitanti del comune di Cairo Montenotte in provincia di Savona. Fino al 1880 fu comune autonomo.

## Storia
Storicamente il territorio di Carretto seguì le vicissitudini dell'odierno capoluogo Cairo Montenotte. Fu feudo dei marchesi Del Carretto nel XIII secolo, del marchese di Saluzzo e della famiglia Scarampi di Asti nella prima metà del XIV secolo e in seguito inglobati - dal XV secolo - tra i possedimenti del Marchesato del Monferrato seguendone le sorti. Tra il 1735 e il 1736 fu alle dipendenze del Regno di Sardegna.
Con la dominazione francese il territorio di Carretto si costituì in municipalità rientrando dal 2 dicembre 1797 nel Dipartimento del Letimbro, con capoluogo Savona, all'interno della Repubblica Ligure. Dal 28 aprile 1798 con i nuovi ordinamenti francesi, rientrò nel I cantone, capoluogo Savona, della Giurisdizione di Colombo e dal 1803 centro principale del I cantone di Savona nella Giurisdizione di Colombo. Annesso al Primo Impero francese, dal 13 giugno 1805 al 1814 venne inserito nel Dipartimento di Montenotte.
Nel 1815 fu inglobato nel Regno di Sardegna, così come stabilì il Congresso di Vienna del 1814, e successivamente nel Regno d'Italia dal 1861. Dal 1859 al 1880 il territorio fu compreso nel IV mandamento di Cairo del circondario di Savona facente parte della provincia di Genova.
In tale anno il comune di Carretto venne soppresso e unito al comune di Cairo Montenotte come frazione.

## Monumenti e luoghi d'interesse

### Architetture religiose
- Chiesa di San Martino.

### Architetture militari
- Castello di Carretto. Risalente alla seconda metà del XIII secolo e parzialmente rovinato.[2] Era un importante punto di avvistamento e segnalazione lungo la "via marenca". Dalla postazione difensiva è possibile vedere gli altri manieri dei Del Carretto quali il castello di Cairo Montenotte, di Rocchetta Cairo e di Dego.